# Mohacz
Mohacz (węg. Mohács, chor., serb. i bun. – Mohač lub Мохач, niem. Mohatsch, tur. Mohaç) – miasto w południowej części Węgier, nad Dunajem, położone 185 km na południe od Budapesztu. Mohacz należy do komitatu Baranya i stanowi ośrodek administracyjny wchodzącego w jego skład powiatu Mohacz.
Każdej wiosny odbywa się tutaj słynne pożegnanie karnawału pod nazwą busójárás. W 2009 roku wydarzenie zostało wpisane na listę niematerialnego dziedzictwa UNESCO.
W mieście rozwinął się przemysł maszynowy, metalowy, spożywczy oraz drzewny.

## Historia
W średniowiecznym Królestwie Węgierskim Mohacz był częścią komitatu Baranya, a podczas tureckiego panowania był siedzibą sandżaku Mohács. Po zdobyciu obszarów węgierskich przez Habsburgów Mohacz włączono do odrodzonego komitatu Baranya.
W 1526 roku w Mohaczu miała miejsce bitwa pod Mohaczem, w której Imperium Osmańskie pokonało wojska chrześcijańskie. W wyniku klęski Królestwo Węgier utraciło suwerenność i rozpadło się na trzy części. Udział w bitwie wzięło także 1600 polskich rycerzy, co upamiętnia poświęcony im pomnik.
W XVIII w. osiedlili się tu koloniści serbscy i niemieccy. W 1910 okręg Mohacz zamieszkiwało 56 909 osób, z czego 21 951 osób mówiło po niemiecku, 20 699 po węgiersku, 4321 po serbsku, a 421 po chorwacku. 9517 osób mówiło innymi językami (przypuszczalnie bunjevac i šokac). Obecnie nadal mieszkają tutaj mniejszości – niemiecka (9,6%), chorwacka (4,7%), romska oraz serbska. Tablice miejscowości są w trzech językach – węgierskim, niemieckim i chorwackim.

## Miasta partnerskie
- Siemianowice Śląskie